# Ashtabula cuprea
Ashtabula cuprea là một loài nhện trong họ Salticidae.
Loài này thuộc chi Ashtabula. Ashtabula cuprea được Cândido Firmino de Mello-Leitão miêu tả năm 1946.